# خانه صفر علی خان
خانه صفر علی خان مربوط به دوره قاجار است و در ماکو، خیابان طالقانی، جنب داروخانه بیات واقع شده و این اثر در تاریخ ۳ اسفند ۱۳۷۷ با شمارهٔ ثبت ۲۲۲۱ به‌عنوان یکی از آثار ملی ایران به ثبت رسیده است.